# Polybromované difenylethery

Chemická struktura PBDE

Bromované difenylethery (PBDE) jsou skupinou 209 bromovaných organických látek příbuzných strukturou a vlastnostmi.

## Dělení

dekabromovaný difenylether - strukturní vzorec

Rozlišují se tři typy BDE podle počtu atomů bromu v molekule. Penta-BDE obsahují 5 atomů bromu, okta-BDE obsahují 8 atomů bromu a deka-BDE obsahují 10 atomů bromu.

## Vlastnosti
Jsou nerozpustné ve vodě, ale dobře rozpustné v organických rozpouštědlech. Komerčně dostupná směs nazývaná penta-bromdifenylether (penta-BDE) je ve skutečnosti směsí příbuzných látek, jejich molekuly obsahují 4 až 6 atomů bromu. Je to hustá olejovitá až polotuhá hmota tmavě žluté barvy. Rozkládá se při teplotě nad 200 °C. Je nehořlavá, nerozpustná ve vodě.

## Ekologická rizika
PBDE mohou ohrožovat život mnohých organismů, především vodních. Poškozují jejich reprodukci a růst. Jde o perzistentní látky, které odolávají v přírodě rozkladu. Mají schopnost bioakumulace v živých organismech a sedimentech, jakož schopnost transportu na velké vzdálenosti.

## Rizika pro zdraví
PBDE mohou vyvolat dráždění pokožky a očí. Ukládají se v těle, zejména v tukových tkáních a mohou způsobit poškození jater, poruchy štítné žlázy, zvyšují pravděpodobnost vzniku rakoviny jater a narušují vývoj plodu v těle matky.
V roce 2017 analýza dostupných vědeckých studií o vlivu PBDE konstatovala, že existuje dostatek vědeckých důkazů o souvislosti mezi působením zmíněných chemikálií a poklesem inteligence.

## Regulace
V květnu 2009 bylo v Ženevě na 4. konferenci smluvních stran Stockholmské úmluvy rozhodnuto o zařazení penta- a oktabromovaných difenyletherů na černou listinu úmluvy o perzistentních organických látkách.